# Stigmoplusia chalcoides
Stigmoplusia chalcoides là một loài bướm đêm trong họ Noctuidae.